# Pilularia
Pilulária (Pilularia) é um género de pteridófitos pertencente à família Marsileaceae com distribuição natural nas regiões de clima temperado do Hemisfério Norte, incluindo as montanhas da Etiópia, e do Hemisfério Sul, onde ocorre na Austrália, Nova Zelândia e parte ocidental da América do Sul.

## Lista de espécies
O NCBI lista as seguintes espécies do géneros Pilularia:
- Pilularia americana A.Braun (American pillwort)
- Pilularia globulifera L. (pillwort)
- Pilularia minuta Durieu (least pillwort)
- Pilularia novae-hollandiae A.Braun (austral pillwort)
- Pilularia dracomontana N. R. Crouch & J. Wesley-Smith (Dragon-Mountain pillwort)